# Nederlandse marine in het Caribisch gebied

Nederlandse zeegrenzen in de Caribische Zee.

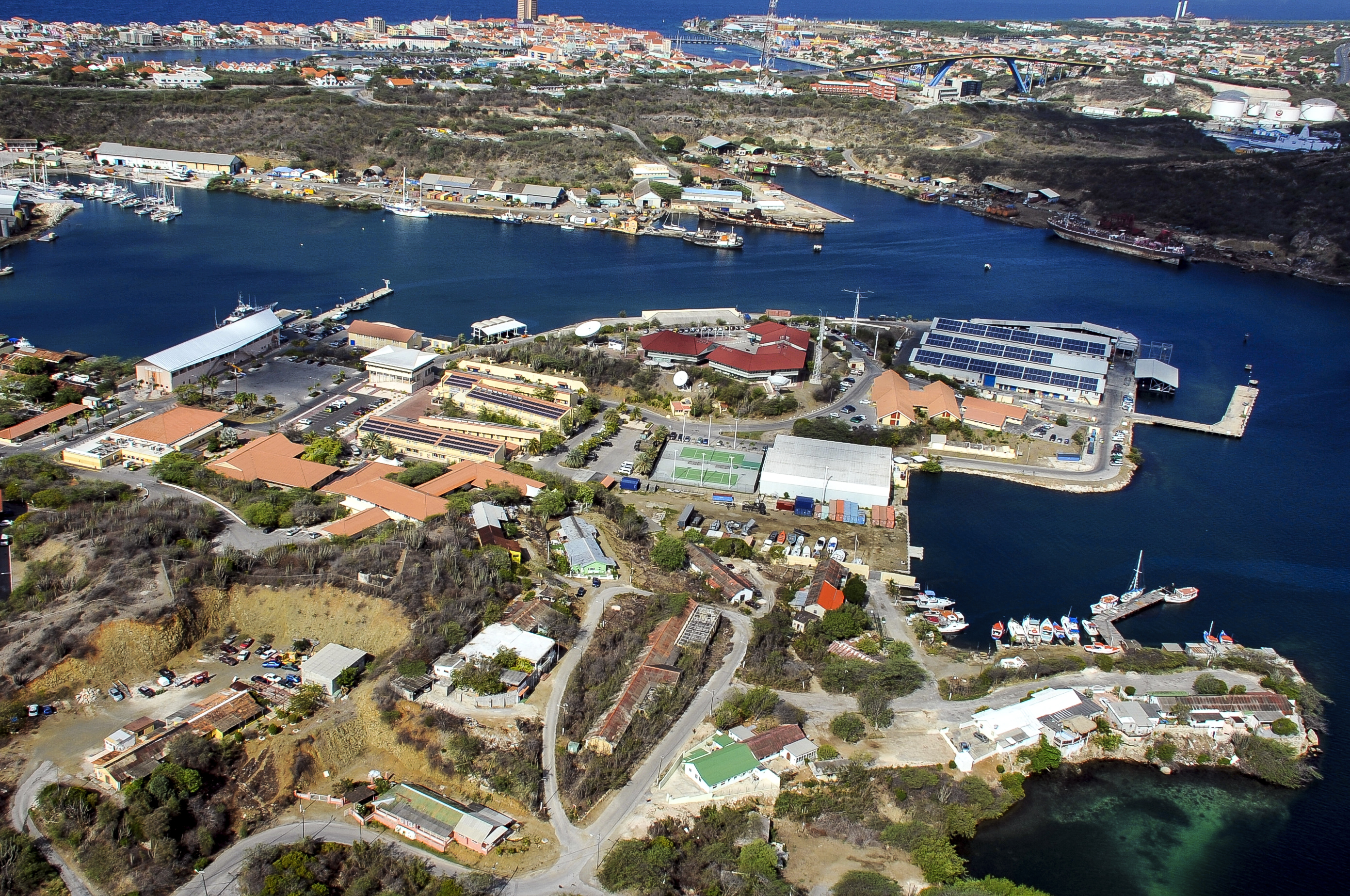
Luchtfoto van de marinebasis Parera op Curaçao

De Koninklijke Marine in het Caribisch gebied, oftewel het Commandement der Zeemacht in het Caribisch Gebied, is het deel van de Nederlandse Koninklijke Marine, dat in het Caribisch deel van het Koninkrijk der Nederlanden opereert. De marine is gevestigd op twee plekken op het eiland Curaçao, één op Aruba en één op Sint Maarten.
De militairen in het Caribisch gebied treden onder meer op tegen drugstransporten, illegale visserij en milieudelicten. Ook ondersteunen ze bij reddingsacties op zee en bieden noodhulp bij orkanen en andere calamiteiten. Defensie ondersteunt de civiele autoriteiten in Aruba, Bonaire, Curaçao, Sint Maarten, Sint Eustatius, en Saba.
De bescherming van het Nederlandse grondgebied in het Caribisch gebied is een taak van de Nederlandse krijgsmacht alleen. Het Caribisch deel van het Koninkrijk der Nederlanden kent geen NAVO-bescherming.

## Marinebasis Parera
In de Curaçaose hoofdstad Willemstad ligt aan het Schottegat de Marinebasis Parera. Op deze basis zetelt ook de Commandant der Zeemacht in het Caribisch Gebied met zijn staf en is de thuishaven van het stationsschip van de Koninklijke Marine, meestal een patrouilleschip van de Holland-klasse.
De basis biedt verder huisvesting aan:
- een compagnie van de Koninklijke Landmacht
- de bootgroep Curaçao, voor amfibische taken
- het Kustwacht-steunpunt Curaçao
- het Reddings- en Coördinatie Centrum van de Kustwacht Caribisch Gebied
- werkplaatsen voor het onderhoud van schepen en voertuigen
- het operatiecentrum van de marine voor antidrugsoperaties in het Caribisch gebied

## Marinekazerne Suffisant
De Marinekazerne Suffisant op Curaçao, aan de noordkant van Willemstad, verzorgt opleidingen voor dienstplichtigen in het Caribisch gebied. Hier geldt geen militaire opkomstplicht, maar een sociale dienstplicht. Via de dienstplicht kunnen Antilliaanse jongeren een opleiding volgen met een civiel erkend diploma.
Ook zijn hier de Curaçaose Militie (Curmil) en het Vrijwilligers Korps Curaçao (VKC) gevestigd.

## Marinierskazerne Savaneta
De Marinierskazerne Savaneta aan de zuidwestkust van Aruba huisvest de 32e infanteriecompagnie van het Korps Mariniers. De compagnie bestaat uit een staf, 3 pelotons en ondersteunende eenheden waaronder een bootgroep voor amfibische taken.
De mariniers trainen regelmatig op het eiland, maar ook in omliggende gebieden en landen. Er zijn oefenlocaties op de Bovenwindse en Benedenwindse eilanden, de Franse eilanden in het Caribisch gebied, Frans-Guyana, Suriname en de Verenigde Staten.
Een peloton van de Arubaanse Militie bewaakt en beveiligt de kazerne.

## Marinesteunpunt Pointe Blanche
Het marinesteunpunt Pointe Blanche op de zuidoostpunt van Sint Maarten, ten oosten van Philipsburg, is de marinevestiging voor Sint Maarten, Saba en Sint Eustatius.
Het marinedetachement assisteert het kustwachtsteunpunt op Sint Maarten.

## Commandant in Caribisch gebied
De Commandant der Zeemacht in het Caribisch Gebied (CZMCARIB) is de hoogst verantwoordelijke Nederlandse militair in de Caribische regio. Hij zorgt namens het Nederlandse Ministerie van Defensie voor de landsverdediging en handhaving van het internationale recht in de overzeese delen van het koninkrijk.
De commandant is ook de hoogste baas van de Kustwacht Caribisch Gebied.
| Periode                             | Naam                                           | Afbeelding |
| ----------------------------------- | ---------------------------------------------- | ---------- |
| 1950 - 1953                         | Commandeur B.C. Hessing                        |            |
| 1953 - 1955                         | Commandeur J.H. Bos                            |            |
| 1955 - 1957                         | Commandeur A. van Karnebeek                    |            |
| 1957 - 1959                         | Commandeur H.A.W. Goossens                     |            |
| 1959 - 1962                         | Commandeur A. van Strien                       |            |
| 1962 - 1964                         | Commandeur H.J. Baaij                          |            |
| 1964 - 1966                         | Commandeur P.W.C. de Vos                       |            |
| 1966 - 1968                         | Commandeur A.J. de Graaff                      |            |
| 1968 - 1970                         | Commandeur Frans Visée                         |            |
| 1970 - 1972                         | Commandeur A.S. de Vries                       |            |
| 1972 - 1974                         | Commandeur F.B. Hamilton                       |            |
| 1974 - 1976                         | Commandeur W.G. Landzaat                       |            |
| 1976 - 1978                         | Commandeur W. Gonggrijp                        |            |
| 1978 - 1980                         | Commandeur H.C. van der Lee                    |            |
| 1980 - 1983                         | Commandeur P.A.A.J. van Oppen                  |            |
| 1983 - 4 juli 1986                  | Commandeur P.W. Schelkers                      |            |
| 4 juli 1986 - juli 1989             | Brigadegeneraal der Mariniers J.B.G. Cloquet   |            |
| 1989 - 1992                         | Commandeur Rob Rodrigues                       |            |
| 1992 - 17 juni 1995                 | Brigadegeneraal der Mariniers Frank van Kappen |            |
| 17 juni 1995 - 7 augustus 1998      | Commandeur Co de Jager                         |            |
| 7 augustus 1998 - 4 juli 2001       | Brigadegeneraal der Mariniers Willem Prins     |            |
| 4 juli 2001 - 28 juni 2004          | Brigadegeneraal der Mariniers Rob Zuiderwijk   |            |
| 28 juni 2004 - 28 juni 2007         | Commandeur Frank Sijtsma                       |            |
| 28 juni 2007 - 28 juni 2010         | Commandeur Peter Lenselink                     |            |
| 28 juni 2010 - 27 juni 2014         | Brigadegeneraal der Mariniers Dick Swijgman    |            |
| 27 juni 2014 - 1 juni 2017          | Commandeur Hans Lodder                         |            |
| 1 juni 2017 - 19 augustus 2020      | Brigadegeneraal der Mariniers Peter Jan de Vin |            |
| 19 augustus 2020 - 24 augustus 2023 | Brigadegeneraal der Mariniers Frank Boots      |            |
| 24 augustus 2023 - heden            | Commandeur Walter Hansen                       |            |